# تسوباسا ديراياما
تسوباسا ديراياما (باليابانية: 寺山 翼) (مواليد 10 أبريل 2000)، هو لاعب كرة قدم كان يلعب كلاعب وسط.

## وصلات خارجية
- تسوباسا ديراياما على موقع رابطة كرة القدم اليابانية للمحترفين (اليابانية)
- تسوباسا ديراياما على موقع إي إس بي إن إف سي (الإنجليزية)
- تسوباسا ديراياما على موقع قاعدة بيانات كرة القدم.إي يو (الإنجليزية)
- تسوباسا ديراياما على موقع Soccerway.com (الإنجليزية)
- تسوباسا ديراياما على موقع عالم كرة القدم.نت (الإنجليزية)